# Juan José Campanella
Juan José Campanella (Buenos Aires, 19 luglio 1959) è un regista, sceneggiatore, attore e produttore cinematografico argentino con cittadinanza spagnola.

## Biografia
Regista cinematografico, suo è Il figlio della sposa (El hijo de la novia), nominato all'Oscar al miglior film straniero nel 2002, e il vincitore dell'Oscar al miglior film straniero del 2010 Il segreto dei suoi occhi (El secreto de sus ojos); è anche un regista televisivo. Ha diretto diversi episodi di Law & Order - Unità vittime speciali e alcuni episodi di Dr. House - Medical Division. Sua è anche la serie televisiva argentina Vientos de agua.

## Regista

### Filmografia
- Prioridad nacional (di cui è stato anche sceneggiatore, montatore e attore) (1979)
- Victoria 392 (di cui è stato anche sceneggiatore, produttore, montatore e attore) (1982)
- Bad Boy Story - Il ragazzo che gridava (The boy who cried bitch) (1991)
- Una notte per caso (Love walked in) (1997)
- El mismo amor, la misma lluvia (di cui è stato anche sceneggiatore) (1999)
- Il figlio della sposa (El hijo de la novia) (di cui è stato anche sceneggiatore e attore) (2001)
- Luna de Avellaneda (di cui è stato anche sceneggiatore) (2004)
- Il segreto dei suoi occhi (El secreto de sus ojos) (di cui è stato anche sceneggiatore, produttore e montatore) (2009)
- Goool! (Metegol) (2013)
- La casa delle stelle (2019)

### Televisione
- Lifestories: Families in Crisis (6 episodi, 1992-1996)
- CBS Schoolbreak Special (1 episodio, 1995)
- Strangers with Candy (8 episodi, 2000)
- Law & Order: Special Victims Unit (16 episodi, 2000-2009)
- Law & Order: Criminal Intent (2 episodi, 2002)
- Vientos de agua (7 episodi, 2006) (di cui è stato anche sceneggiatore di 13 episodi e montatore di 1)
- 30 Rock (1 episodio, 2006)
- Dr. House - Medical Division (4 episodi, 2007-2010)
- El hombre de tu vida (2011)
- Notte stellata (Night Sky) – serie TV (2022-in corso)

## Attore
- Prioridad nacional (1979)
- Victoria 392 (1982)
- Il figlio della sposa (El hijo de la novia) (2001)